# Das Fischermädchen
Das Fischermädchen (dänischer Originaltitel: Fiskerjenten) ist ein Roman (Künstlerroman), den Bjørnstjerne Bjørnson 1868 im Kopenhagener Verlag Gyldendal veröffentlicht hat. Bjørnson, der zu diesem Zeitpunkt bereits mit einigen Erzählungen hervorgetreten war, gab mit diesem Werk sein Debüt als Romanautor. Das Werk ist in der gemeinsamen dänisch-norwegischen Schriftsprache verfasst, mit einzelnen orthografischen Besonderheiten, die bereits in die Richtung der von Bjørnson später so vehement vertretenen frühen norwegischen Nationalorthografie (Riksmål) weisen.
Das Fischermädchen erzählt die Geschichte der jungen Petra, der unehelich geborenen Tochter der Wirtin einer Kleinstadtschenke, die nach einigen Umwegen und Komplikationen gegen jede Wahrscheinlichkeit ihren Traum Wirklichkeit werden lässt, den Schauspielberuf zu ergreifen.

## Handlung
Ort der Handlung ist ein ungenanntes Hafenstädtchen in Norwegen, die Zeit die erste Hälfte des 19. Jahrhunderts.
Kapitel 1. Im Mittelpunkt der Handlung steht zunächst die Kaufmannsfamilie Olsen. Der Vater, Per Olsen, ist ein gewitzter Geschäftsmann, der sich neben seinem Beruf auch dem Geigenspiel widmet. Sein Sohn Per erbt die Geschäftstüchtigkeit, nicht aber die Musikalität seines Vaters. Diese springt direkt auf den Enkel Pedro über. Pedro spielt Flöte und ist ein introvertierter, sensibler Junge, der im Geschäft des Vaters arbeitet, zum Kaufmännischen aber wenig Neigung verspürt. Er schließt Freundschaft mit Gunlaug Aamundstochter, der sehr selbstbewussten Tochter eines Fischers. Als beide heranreifen, wird aus der Kameradschaft mehr. Nach erfolgter Intimität schlägt Gunlaug Pedro vor zu heiraten. Da er inzwischen finanziell unabhängig ist, wäre der Standesunterschied kein Problem. Dennoch reagiert Pedro auf Gunlaugs Heiratsantrag verblüfft, was sie so sehr verletzt, dass sie sich von ihm zurückzieht und den Ort verlässt.
Als Gunlaug neun Jahre später zurückkehrt, hat sie eine achtjährige Tochter, Petra. Das Kind wird im Ort nun „das Fischermädchen“ genannt. Petra unterscheidet sich von anderen Figuren der Handlung durch ihr leidenschaftliches, emotionales und oft unkontrolliertes Naturell. Pedro ist klar, dass Petra sein Kind ist; später wird er ihr ein Boot schenken. Gunlaug eröffnet mit viel Erfolg eine Wirtschaft, in der die Seeleute verkehren und ihre geschäftlichen Angelegenheiten miteinander verhandeln.
Kapitel 2–4. Hans Ödegaard, der junge Sohn des Pastors, nimmt Anteil an Petra und beginnt sie zu unterrichten. Die zentrale Lehre, die er ihr mitgibt, – dass jeder Mensch einen Beruf (gemeint ist: eine Berufung) habe –, fällt bei Petra auf fruchtbaren Boden und lässt sie fortan nach ihrer eigenen Berufung forschen. Als Hans abreisen muss, wodurch Petras Unterricht endet, beginnt diese eine Nähschule zu besuchen. Dort erwacht, unter all den Mädchen, ihre Neugier auf die Liebe. Ihre Freundschaft mit dem Seemann Gunnar Ask mündet in eine Verlobung, die jedoch durch Petras Begegnung mit Yngve Volt gestört wird, einem jungen Kaufmann, der gerade aus Spanien zurückgekehrt ist und ihr über dieses Land romantische Geschichten erzählt, die Petra mit großer Sehnsucht erfüllen. Auch Yngve will Petra heiraten. Weitaus mehr als über ihre Verlobung und die Heiratsabsichten des populären Yngve freut Petra sich aber über die unerwartete Rückkehr von Hans Ödegaard. Hans verspricht, mit Petra in ferne Länder zu reisen.
Kapitel 5–6. Als die drei Männer – Hans Ödegaard, Gunnar und Yngve – von ihren jeweiligen Nebenbuhlern erfahren, kommt es zwischen ihnen zu handgreiflichen Auseinandersetzungen. Die örtliche Gemeinschaft beginnt aus Empörung über Petras vermeintlich dreifache Verlobung, Gunlaugs Gasthaus zu meiden. Als sich gegen Petra auch noch ein Mob sammelt, der sie zu steinigen versucht, gesteht Gunlaug der Tochter, Pedro einst „gekannt“ zu haben, und vertraut sie diesem an, damit er die junge Frau heimlich in Sicherheit bringt. Pedro schenkt Petra 300 Speziestaler und bringt sie zu einem Schiff, das sie nach Bergen führen soll. Nach Petras Abreise gelingt es Gunlaug, das Vertrauen der Mitbürger zurückzugewinnen.
Kapitel 7–8. Als Petra in Bergen zum ersten Mal im Leben ein Theater besucht, erkennt sie, dass die Schauspielerei der Beruf ist, den sie immer gesucht hat. Da der Schauspieldirektor sie zurückweist, verlässt sie Bergen und reist weiter ins Binnenland, wo Propst Knud Hansen sie in seinem Haus aufnimmt. Es stellt sich heraus, dass er ein Freund von Hans Ödegaard ist. Hansen ist ein Witwer, der nach dem Tode seiner Frau, in Reue über seine unzureichende Rücksichtnahme auf ihr Andersdenken, ihren Glauben angenommen hat, der liberaler war als der seine. Seine Tochter Signe wird Petras Gefährtin.

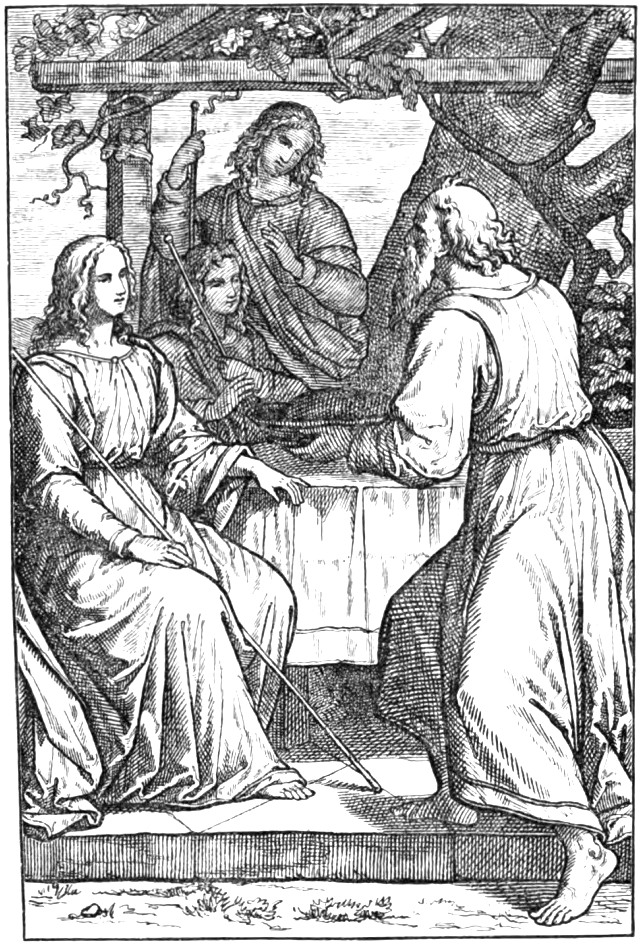
Gott erscheint vor Abraham in der Verkleidung dreier Männer.

Kapitel 9–10. Drei Jahre später. Nachdem seine Mutter gestorben ist und er keine familiären Rücksichten mehr nehmen muss, zieht Pedro zu Gunlaug. Petra lebt immer noch im Hause von Propst Hansen. Als sie mit Hilfe einer Strickleiter nachts heimlich ihr Zimmer verlässt und dorthin zurückkehrt, glaubt Hansen zunächst, dass sie sich mit einem Liebhaber trifft. Es stellt sich jedoch heraus, dass die Übung mit der Strickleiter lediglich ein Bestandteil des Schauspieltrainings ist, dem sie sich im Verborgenen unterzieht. Petra hat Romeo und Julia gelesen. Hansen verbietet ihr die Kunst, ändert seine Meinung aber, als er selbst wegen seines Instrumentalspiels bei seiner Gemeinde unter Druck gerät. Die Gläubigen werfen ihm vor, dass das Musizieren frivol sei und sich für einen Propst nicht zieme, der ein Vorbild sein müsse. Sein Freund Hans Ödegaard kommt ihm zu Hilfe und argumentiert, dass nur ein froher Mensch gute Arbeit leisten könne, Musik also eine wichtige Aufgabe habe. Gemeinsam studieren die Freunde die biblische Geschichte von Abraham, der in Mamre drei vermeintlichen Wanderern Gastfreundschaft gewährt hat – tatsächlich dem in Verkleidung erschienenen Gott (Gen 18,1–15 ). Sie schließen daraus, dass die Bibel hier das Theater als Institution rechtfertigt. Zu einer überraschenden Versöhnung mit der Gemeinde kommt es, als sich herausstellt, dass ausgerechnet Hansens schärfste Kritiker seine unmittelbaren Familienangehörigen sind, von denen er vor vielen Jahren getrennt worden ist.
Kapitel 11–12. Hansen erkennt, dass die Schauspielerei tatsächlich Petras Berufung ist. Als Pedro Ohlsen stirbt, erbt sie sein Vermögen, was ihr ein reguläres Schauspielstudium ermöglicht. Sie debütiert auf der Bühne der Hauptstadt in Adam Oehlenschlägers Tragödie Axel und Walborg. Auch die anderen Handlungsfiguren finden ihr Glück: Hansen hat seine verlorene Familie wiedergefunden, Yngve Volt heiratet eine Spanierin, Hans Ödegaard heiratet Signe Hansen, und Gunnar Ask ist durch eine reiche Erbschaft zum Reeder aufgestiegen.

## Rezeption
Siri Senje hat den Roman für den norwegischen Regisseur Thomas Robsahm als Spielfilm adaptiert (Det største i verden, 2001). In der Rolle der Petra erscheint Herborg Kråkevik.
Die Literaturwissenschaftlerin Toril Moi schrieb über Bjørnsons Erstling:

“A masterpiece of idealist asthetics, The Fisher Maiden reveals the depth of the divide between Bjørnson's sunny idealism and Ibsen's far more fraught struggles with the aesthetic tradition that dominated Norway in his early years.”

„Das Fischermädchen, ein Meisterwerk der idealistischen Ästhetik, enthüllt die Tiefe der Kluft zwischen Bjørnsons sonnigem Idealismus und Ibsens weitaus angespannterem Ringen mit der ästhetischen Tradition, die Norwegen in seiner Anfangszeit beherrscht hat.“

## Ausgaben (Auswahl)
- Fiskerjenten. Gyldendal, Kopenhagen 1868. Online bei Hathitrust. Abgerufen am 17. Oktober 2022. Auch: eingeschränkte Vorschau in der Google-Buchsuche
- Das Fischermädchen. A. Fritsch, Leipzig 1868 (ins Deutsche übertragen von Henrik Helms). Online bei Hathitrust. Abgerufen am 17. Oktober 2022. Auch: eingeschränkte Vorschau in der Google-Buchsuche
- The Fisher Maiden. Leypoldt and Holt, New York 1869 (englische Übersetzung).
- The Fishing Girl. Cassell, Petter & Galpin, London 1870 (englische Übersetzung).
- La pescadora. Saturnino Calleja, Madrid 1920 (spanische Übersetzung).